# Rebecca Ferguson (sanger)
Rebecca Ferguson (født 21. juli 1986) er en britisk singer-songwriter. Ferguson blev kendt da hun deltog i The X Factor.